# Hans Kroh

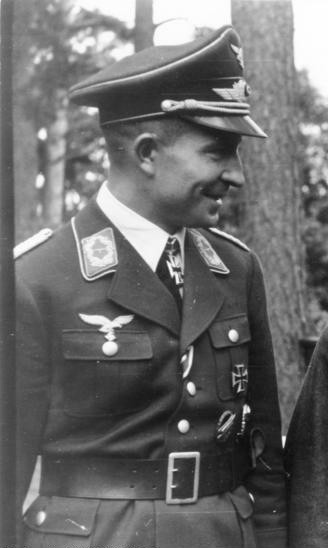
Hans Kroh als Major.

Hans Wilhelm Heinrich Kroh (* 13. Mai 1907 in Heidelberg; † 18. Juli 1967 in Braunschweig) war ein deutscher Generalmajor der Luftwaffe der Wehrmacht im Zweiten Weltkrieg und später der Luftwaffe der Bundeswehr.

## Leben
Kroh, Sohn eines Gendarms, trat als Polizeianwärter am 8. April 1926 in die Polizeischule Brandenburg-Havel ein. Als Angehöriger der Berliner-SA trat er 1933 beim Vorgehen gegen kommunistische Zellen in Erscheinung.  Am 1. April 1933 erfolgte seine Beförderung zum Leutnant und am 1. August 1933 zum Oberleutnant der Polizei. Er trat am 1. April 1935 zur Luftwaffe über und wurde Kompaniechef und Ausbildungsleiter an der Fallschirmschule in Stendal. Am 1. Oktober 1937 wurde er Hauptmann und am 1. Januar 1939 in den Stab der 7. Flieger-Division, der späteren 1. Fallschirmjäger-Division, kommandiert.
Im Zweiten Weltkrieg nahm er zunächst an der Besetzung der Niederlande teil und wurde am 1. August 1940 Kommandeur des I. Bataillon des Fallschirm-Jäger-Regiment 2. Am 1. März 1941 wurde er zum Major befördert. Es folgte seine Teilnahme am Unternehmen Merkur sowie am Unternehmen Barbarossa, bevor er nach Nordafrika und anschließend ein zweites Mal nach Russland verlegte. Am 16. Dezember 1943 wurde Kroh Kommandeur des Fallschirm-Jäger-Regiment 2. Er kam Anfang 1944 nach Frankreich, wurde dort am 6. April zum Oberst befördert und am 1. Juni 1944 mit der Führung der 2. Fallschirmjäger-Division beauftragt.
Am 1. September 1944 erfolgte seine Beförderung zum Generalmajor. Kroh konnte mit seinem Truppenteil den Stadtteil St. Pierre in Brest nördlich des U-Boot-Stützpunktes bis zum 18. September 1944 halten und geriet danach in amerikanische Kriegsgefangenschaft, aus der er Mitte 1948 entlassen wurde. 
Er wurde am 1. Juni 1956 in die neu gegründete Bundeswehr übernommen und war als Kommandeur der 1. Luftlande-Division in Bruchsal tätig. Dort wurde er am 1. September 1957 zum Brigadegeneral und am 1. Juli 1959 zum Generalmajor befördert. Nachdem er am 12. September 1962 das Große Verdienstkreuz der Bundesrepublik Deutschland erhalten hatte, trat er am 1. Oktober 1962 in den Ruhestand. Anschließend war er bis 1967 in der norddeutschen Kalkindustrie tätig.

## Auszeichnungen
- Eisernes Kreuz (1939) II. und I. Klasse am 22. Mai 1940
- Deutsches Kreuz in Gold am 24. Dezember 1942
- Italienische Tapferkeitsmedaille in Silber am 9. Februar 1942
- Ritterkreuz des Eisernen Kreuzes mit Eichenlaub und Schwertern
  - Ritterkreuz am 21. August 1941
  - Eichenlaub am 6. April 1944 (443. Verleihung)
  - Schwerter am 12. September 1944 (96. Verleihung)
- Ärmelband Kreta